# Kasseli kerámia
A németországi Kassel városában működő fajansz- és porcelánmanufaktúrák termékeinek gyűjtőneve. Fajanszgyár 1680–1888 között, porcelángyár 1766–1788 között, váza- és mázascserépgyár 1772–1805 között működött. A fajanszok erős delfti hatást mutatnak, egykori nagy piacuk ellenére művészileg nem jelentősek. Porcelánok közül a Kakiemon modorú darabok és szobrok, illetve kékkel festett használati tárgyak ismertebbek. A keménycserépgyár különlegessége a márványozott hatású, ún. „achátáru”. Achátáruból angol modorú vázák készültek elsősorban. Az üzemből nagyméretű állatszobrok is kikerültek.